# مقاطعة ماريون (جورجيا)
مقاطعة ماريون (بالإنجليزية: Marion County)‏ هي إحدى المقاطعات في ولاية جورجيا في الولايات المتحدة الأمريكية.